# AC-543
La AC-543 es una carretera perteneciente a la red primaria básica de la Xunta de Galicia. Une las localidades coruñesas de Santiago de Compostela y Barro (Noya), después de 31 kilómetros.

## Recorrido
La carretera inicia su recorrido en Santiago de Compostela en la parroquia de Laraño, prosiguiendo por la de Villestro. A continuación, en el municipio de Ames, atraviesa la parroquia de Ortoño pasando por su núcleo, Bertamiráns. Más tarde pasa, en el municipio de Brión, por la parroquia de los Ángeles. Prosigue por el municipio de Rois, pasando por la parroquia de Urdilde y luego por la de Ermedelo. Ya en el municipio de Lousame, pasa por la parroquia de Tojosoutos. A continuación, en el municipio de Noya, pasa por las parroquias de Roo y finalmente Barro, donde acaba en la carretera AC-550, en el lugar de Corral.
- Datos: Q25509530